# Atletika na Letních olympijských hrách 2008 – skok o tyči muži
Tyčka mužů na Letních olympijských hrách 2008 se konala ve dnech 20. srpna a 22. srpna 2008 na Pekingském národním stadionu.

## Kvalifikace
Do kvalifikace nastoupilo 38 tyčkařů z celého světa. Největší zastoupení mělo Německo, Rusko, Spojené státy americké a Ukrajina, jenž vyslali na olympiádu tři tyčkaře. Českou republiku reprezentovali Jan Kudlička a Štěpán Janáček. Kvalifikační limit do finále byl nastaven na výšce 575 cm. Nakonec však postoupilo z kvalifikace třináct tyčkařů, kteří překonali 565 cm.
Mezi nimi byl i Jan Kudlička, který požadovanou výšku skočil na druhý pokus. Zkušenější z české dvojice Štěpán Janáček třikrát shodil 555 cm a do finále nepostoupil. Před branami finále zůstali i další zkušení atleti. Bez platného pokusu zůstal halový mistr světa 2006 a mistr světa 2007 Američan Brad Walker, nad jehož síly byl vysoký základ 565 cm. Nepostoupili však také Němec Tim Lobinger, Francouz Romain Mesnil nebo dvojnásobný mistr Evropy (2002, 2006) Alexandr Averbuch z Izraele.

## Finálové výsledky
Ve finále neuspěli Ital Gibilisco a Uzbec Andrejev, kteří shodně třikrát shodili základní výšku 545 cm. Večer patřil australskému tyčkaři. Steven Hooker hned čtyři postupné výšky zdolal třetím pokusem, přičemž posledním skokem v soutěži vytvořil nový olympijský rekord 596 cm. Původní rekord 595 cm držel od olympiády v Athénách Američan Tim Mack. Soutěž musel předčasně vinou zranění ukončit Denis Jurčenko z Ukrajiny, přesto uhájil bronzovou medaili, když 570 cm skočil napoprvé. Po analýze dopingového vzorku byl v roce 2016 bronzové medaile zbaven.
| Umístění         | Jméno                 | Národnost | 5,45 | 5,60 | 5,70 | 5,75 | 5,80 | 5,85 | 5,90 | 5,96 | Výkon  |
| ---------------- | --------------------- | --------- | ---- | ---- | ---- | ---- | ---- | ---- | ---- | ---- | ------ |
| Zlatá medaile    | Steven Hooker         | Austrálie | -    | O    | -    | -    | XXO  | XXO  | XXO  | XXO  | 5,96 m |
| Stříbrná medaile | Jevgenij Lukjaněnko   | Rusko     | -    | XXO  | O    | -    | O    | XXO  | XXX  |      | 5,85 m |
|                  | Denis Jurčenko        | Ukrajina  | XXO  | XO   | O    |      |      |      |      |      | 5,70 m |
| Bronzová medaile | Derek Miles           | USA       | O    | XXO  | XO   | -    | XXX  |      |      |      | 5,70 m |
| 4.               | Dmitrij Starodubcev   | Rusko     | XXO  | XXO  | XO   | -    | XXX  |      |      |      | 5,70 m |
| 5.               | Danny Ecker           | Německo   | XO   | -    | XXO  | XXX  |      |      |      |      | 5,70 m |
| 6.               | Jérôme Clavier        | Francie   | XO   | O    | XXX  |      |      |      |      |      | 5,60 m |
| 7.               | Raphael Holzdeppe     | Německo   | O    | XO   | XXX  |      |      |      |      |      | 5,60 m |
| 8.               | Igor Pavlov           | Rusko     | -    | XXO  | -    | XXX  |      |      |      |      | 5,60 m |
| 9.               | Jan Kudlička          | Česko     | O    | XXX  |      |      |      |      |      |      | 5,45 m |
| 10.              | Przemysław Czerwiński | Polsko    | XO   | XXX  |      |      |      |      |      |      | 5,45 m |
|                  | Giuseppe Gibilisco    | Itálie    | XXX  |      |      |      |      |      |      |      | NM     |
| Leonid Andrejev  | Uzbekistán            | XXX       |      |      |      |      |      |      |      | NM   |        |